# 15128 Patrickjones
A 15128 Patrickjones (ideiglenes jelöléssel 2000 EG46) a Naprendszer kisbolygóövében található aszteroida. A LINEAR projekt keretében fedezték fel 2000. március 9-én.